# Žikovci
Žikovci su naseljeno mjesto u općini Foči, Republika Srpska, BiH. Popisano je kao samostalno naselje na popisu 1961., a na kasnijim popisima ne pojavljuje se, jer je 1962. spojeno s Handićima u naselje Patkovinu. (Sl.list NRBiH, br.47/62). 
11. srpnja 2001. vršene su ekshumacije i nađene su dvije osobe nestale u ratu 1992. godine.

## Stanovništvo
| Narod     | Popis 1961. |
| --------- | ----------- |
| Hrvati    |             |
| Muslimani | 49          |
| Srbi      | 69          |
| ostali    |             |
| Ukupno    | 118         |